# Anam állomás
Anam állomás föld alatti metróállomás a szöuli metró 6-os vonalán Szongbuk-ku (Seongbuk-gu) kerületben. A közelben található a Korea Egyetem anami kampusza, valamint a Korea Egyetemi Kórház.

## Viszonylatok
| 6-os vonal                        | 6-os vonal | 6-os vonal                        |
| --------------------------------- | ---------- | --------------------------------- |
| Pomun (Bomun) Ungam (Eungam) felé | 6-os vonal | Korea Egyetem Sinne (Sinnae) felé |